# Cigaritis maxima
Cigaritis maxima is een vlinder uit de familie van de Lycaenidae. De wetenschappelijke naam van de soort is voor het eerst gepubliceerd in 1901 door Otto Staudinger.
De soort komt voor in Turkije, Syrië en Irak.